# An Khánh, Hà Nội
An Khánh là một xã ngoại thành nằm ở phía Tây thành phố Hà Nội, Việt Nam.
Ngày 16 tháng 6 năm 2025, Ủy ban Thường vụ Quốc hội ban hành Nghị quyết số 1656/NQ-UBTVQH15 trong đó về việc sắp xếp toàn bộ diện tích tự nhiên, quy mô dân số của các xã An Khánh, An Thượng, Đông La, La Phù, Vân Côn (huyện Hoài Đức cũ), một phần của phường Dương Nội (quận Hà Đông cũ), một phần của phường Tây Mỗ (quận Nam Từ Liêm cũ) một phần xã Song Phương (huyện Hoài Đức cũ) thành xã mới có tên gọi là xã An Khánh.

## Vị trí địa lý và hành chính
Xã An Khánh có vị trí địa lý:
- Phía Bắc giáp xã Sơn Đồng với ranh giới là Đại lộ Thăng Long
- Phía Tây giáp xã Quốc Oai và xã Hưng Đạo với ranh giới là sông Đáy
- Phía Nam giáp phường Yên Nghĩa
- Phía Đông giáp phường Tây Mỗ và phường Dương Nội

Xã An Khánh chia thành 21 thôn: An Hạ, An Thọ, Cát Thuế, Cù Sơn, Đào Nguyên, Đông Lao, Đồng Nhân, La Phù, La Tinh, Lại Dụ, Linh Thượng, Mộc Hoàn Đình, Mộc Hoàn Giáo, Ngãi Cầu, Ngự Câu, Phú Vinh, Phương Quan, Thanh Quang, Vân Côn, Vân Lũng, Yên Lũng.

## Lịch sử
Địa bàn xã An Khánh ngày nay tương ứng với hai tổng Thượng Ốc và Yên Lũng có từ thế kỉ 18 - 19, ban đầu hai tổng thuộc huyện Từ Liêm, phủ Quốc Oai, tỉnh Sơn Tây. Đến năm 1831 thuộc phủ Hoài Đức, tỉnh Hà Nội (đến năm 1902 đổi thành tỉnh Hà Đông). Sau khi bỏ cấp tổng phủ gọi chung là xã huyện vào năm 1945, các xã An Khánh, An Thượng, Vân Côn, Đại La (năm 1956 tách thành hai xã Đông La và La Phù) được thành lập trên cơ sở tách các làng của hai tổng Thượng Ốc và Yên Lũng.

## Tín ngưỡng, tôn giáo và văn hoá
Trên địa bàn xã các thôn Cát Thuế, Cù Sơn, Đông Lao, Đồng Nhân, La Phù, La Tinh, Lại Dụ, Linh Thượng, Mộc Hoàn Đình, Mộc Hoàn Giáo, Phương Quan, Thanh Quang, Vân Lũng có một phần người dân theo đạo Thiên chúa.
Đình và chùa trên địa bàn xã đã được nhà nước xếp hạng công nhận là di tích lịch sử văn hoá.

## Danh nhân
- Thượng tướng Nguyễn Doãn Anh (sinh năm 1967): Nguyên Phó Tổng Tham mưu trưởng Quân đội Nhân dân Việt Nam, Bí thư Tỉnh ủy Thanh Hóa. Quê ở thôn An Hạ.
- Tạ Anh Tuấn (sinh năm 1969): Nguyên Thứ trưởng Bộ Tài chính, Nguyên Chủ tịch UBND tỉnh Phú Yên, Chủ tịch UBND tỉnh Đắk Lắk. Quê ở thôn La Phù.
- Nguyễn Công Triều (1614 – 1690): Vị quan thời nhà Hậu Lê, được phong là Đặc tiến Phụ quốc, Bắc quân Đô đốc phủ, Đề đốc trấn vũ, Tứ vệ quân vụ sự kiêm quân công, Thượng trụ quốc, Tổng Thái giám. Quê ở thôn Đông Lao[2].

## Trụ sở cơ quan xã
Đảng ủy - HĐND - UBND xã: Đường Nam An Khánh, thôn Vân Lũng
MTTQ - Trung tâm Văn hóa, Thông tin và Thể thao xã: Số 96, đường An Thượng, thôn An Hạ
Công an xã: Số 2, đường Núi Lềnh, thôn Vân Côn